# Ironbound
Albums de Overkill
Immortalis
(2007) The Electric Age
(2012)
Ironbound est le 16e album studio du groupe de Thrash metal américain Overkill. Il est sorti en 2010 sur le label allemand Nuclear Blast. La pochette a été dessinée par Travis Smith.

## Titres
Toutes les chansons sont écrites et composées par DD Verni et Bobby « Blitz » Ellsworth.
| No  | Titre                 | Durée |
| --- | --------------------- | ----- |
| 1.  | The Green and Black   | 8:12  |
| 2.  | Ironbound             | 6:33  |
| 3.  | Bring Me the Night    | 4:15  |
| 4.  | The Goal Is Your Soul | 6:40  |
| 5.  | Give a Little         | 4:41  |
| 6.  | Endless War           | 5:41  |
| 7.  | The Head and Heart    | 5:11  |
| 8.  | In Vain               | 5:13  |
| 9.  | Killing for a Living  | 6:14  |
| 10. | The SRC               | 5:07  |

## Composition du groupe
- Bobby « Blitz » Ellsworth, chant
- Dave Linsk, guitare
- Derek Tailer, guitare
- DD Verni, basse
- Ron Lipnicki, batterie